# Pseuduvaria gardneri
Pseuduvaria gardneri är en kirimojaväxtart som beskrevs av Y. C. F. Su, Chaowasku och Richard M.K. Saunders. Pseuduvaria gardneri ingår i släktet Pseuduvaria och familjen kirimojaväxter. Inga underarter finns listade i Catalogue of Life.